# 坂本和子 (競泳選手)
坂本 和子（さかもと かずこ、1935年（昭和10年）9月4日 - 没年不明）は、昭和時代の競泳選手。

## 経歴
奈良県宇智郡阪合部村（現五條市）出身。
奈良県立五條高等学校在学中、1952年ヘルシンキオリンピックで競泳日本代表として女子200m平泳ぎに出場し7位に入賞した。
1954年アジア競技大会では女子200m平泳ぎに出場し準優勝した。